# Caesar III
A Caesar III egy 1998-ban kiadott városépítő stratégiai videójáték, melyben római településeket kell felépíteni, fejleszteni és irányítani. Az izometrikus axonometriát alkalmazó játék alkotója az Impressions Games, kiadta a Sierra Entertainment. A játék a Cézár-sorozat harmadik tagja.

## Menete
A játék megpróbálja hűen visszaadni a római városok képét a plebeiusok egyszerű sátraival, házaival, és a gazdag patriciusok villáival. Az alapvető szolgáltatások mellett a szórakoztatás, oktatás, vallás működtetése, illetve az export és import kereskedelem beindítása is fontos feladat. Számos várost elsődlegesen hadi szempontból kell felfejleszteni a gyakori támadások miatt.
A városok építése akkor tekinthető teljesnek, ha öt kategóriában megfelelő szint elérése megtörténik: népességszám, kulturális szint, Róma elégedettségének mutatószámra, a béke mérőszáma és a város pénzügyeit reprezentáló mérőszám. A szintek elérése után a játékos választhat, hogy átlép a következő városra, vagy tovább kormányozza városát kettő vagy öt évig.
A játék egyes értékelő weboldalakon tízből 8-9 közötti pontszámokat kapott, a pcdome.hu olvasói értékelése 9,2 pont.